# Zofia Als-Iwańska
Zofia Czesława Als-Iwańska (ur. 5 sierpnia 1925 w Kosowie Huculskim, zm. 16 stycznia 2014 w Kętrzynie) – polska polityk, posłanka na Sejm PRL III kadencji (1961–1965)

## Życiorys
Córka Ottona i Marii. Ukończyła Wieczorowy Uniwersytet Marksizmu-Leninizmu. W 1953 wstąpiła do Polskiej Zjednoczonej Partii Robotniczej. W latach 1959–1990 pełniła obowiązki dyrektorki Zakładu Przemysłu Odzieżowego „Warmia” w Kętrzynie. Od 1961 do 1965 sprawowała mandat posłanki na Sejm PRL III kadencji w okręgu Bartoszyce, będąc członkiem Komisji Przemysłu Lekkiego, Rzemiosła i Spółdzielczości Pracy. Od października 1975 do kwietnia 1981 zasiadała w egzekutywie Komitetu Miejskiego PZPR w Kętrzynie. Bez powodzenia ubiegała się o mandat senatorski w województwie olsztyńskim w wyborach w 1989.
Pochowana na cmentarzu komunalnym w Piasecznie.